# مقاطعة جم

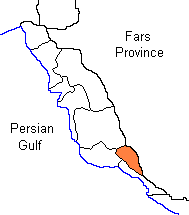
مقاطعة جام في محافظة بوشهر

مقاطعة جم (بالفارسية: شهرستان جم) هي إحدى مقاطعات محافظة بوشهر الإيرانية. مركز المقاطعة هو مدينة جام. يبلغ عدد السكان حوالي 38,000 نسمة، غالبيتهم من الفرس ويتكلمون بلغة الفارسية.